# اولونتس کارلیا

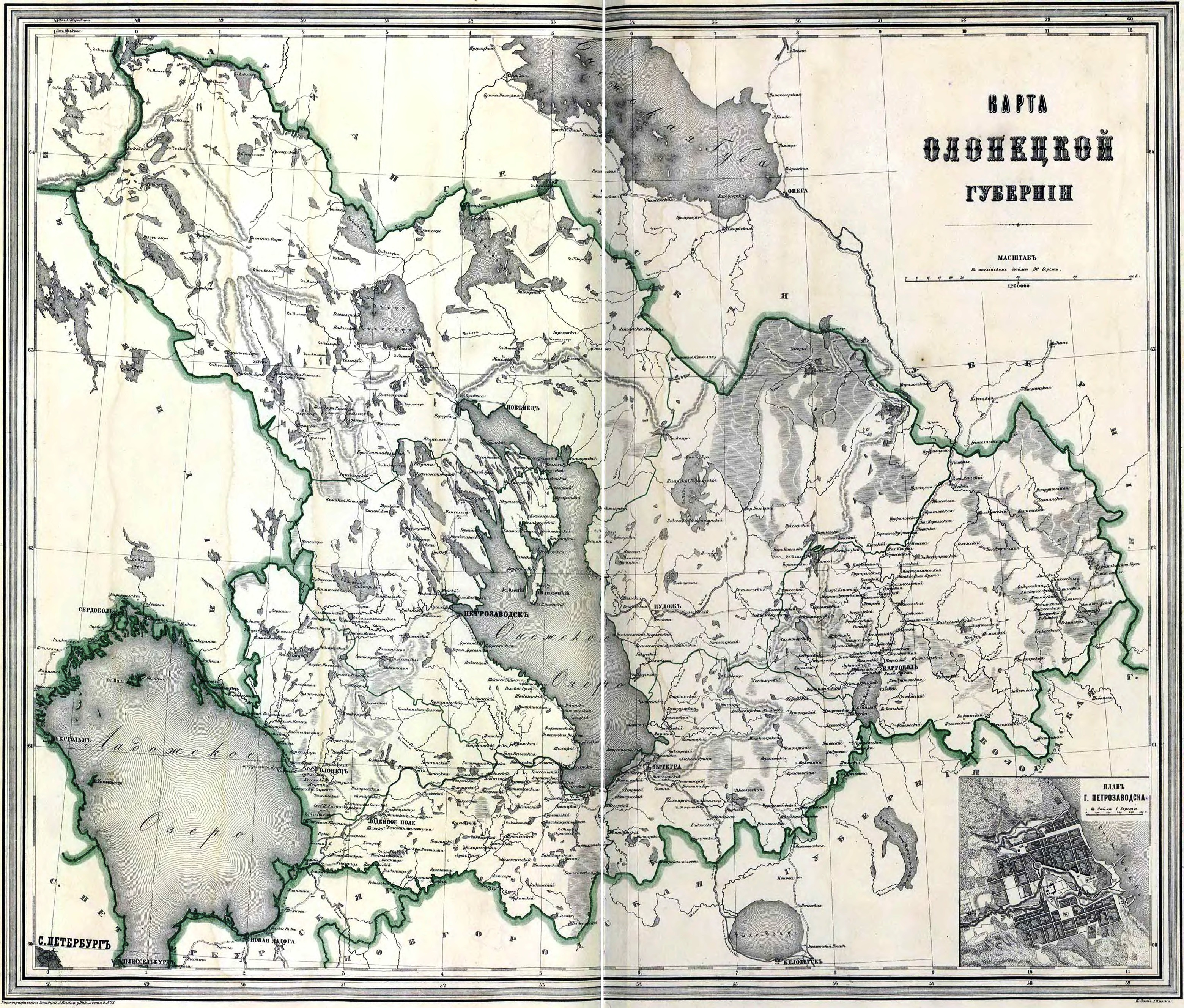
فرمانداری اولونتس، که گاهی اوقات برای تعیین مرز "Olonets Karelia" استفاده می شد

اولونتس کارلیا (فنلاندی: Aunuksen Karjala، کوتاه شده. Aunus؛ کارلیایی: Anuksen Karjala، کوتاه شده. Anus؛ روسی: Олонецкая Карелия، ت. «Olonetskaja Karelija» یک منطقه تاریخی و فرهنگی جنوبی و بخش جنوبی از کارلیای شرقی است، که در حال حاضر بخشی از روسیه است. اولونتس کارلیا بین دیگر مناطق تاریخی لادوگا کارلیا، در غرب آن، کارلیای سفید، در شمال آن، رودخانه سیویر، در جنوب آن و دریاچه اونگا در ضلع شرقی آن واقع شده است. اولونتس کارلیا محل گویش خاص خود از زبان کارلیایی است که به عنوان لیوی کارلیایی یا گاهی اوقات به عنوان 'کارلیایی اولونتس' شناخته می‌شود.

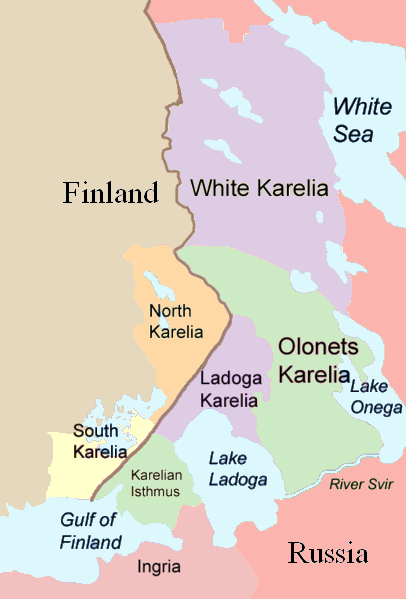
بخش‌های کارلیا، آن طور که امروز تقسیم شده‌اند

بزرگترین شهر در منطقه اولونتس کارلیا پتروزاودسک است و پس از آن کوندوپوگا، سگژا و مدوژیگورسک قرار دارند.

## تاریخ
اولونتس کارلیا، علیرغم جمعیت قومی کارلیایی خود، در طول تاریخ تا حد زیادی تحت کنترل روسیه بوده است. از دهه ۱۱۰۰ میلادی تحت کنترل جمهوری نووگورود بوده و بعداً در حدود سال ۱۴۷۸ تحت کنترل مسکویت قرار گرفت. اولونتس کارلیا در سال ۱۸۰۱ به فرمانداری امپراتوری روسیه تبدیل شد و به عنوان فرمانداری اولونتس شناخته شد. امروزه کارلیایی‌ها به دلیل نفوذ و کنترل شوروی، تنها اکثریت کوچکی از جمعیت را تشکیل می‌دهند.
اولونتس کارلیا در طول جنگ مستمر موقتاً تحت کنترل فنلاند بود، با این حال، این منطقه توسط ارتش سرخ شوروی در طول حمله ویبورگ-پتروزاودسک بازپس گرفته شد.